# Castello di Casalgrande
Das Castello di Casalgrande ist eine mittelalterliche Höhenburg in Casalgrande in der italienischen Region Emilia-Romagna.

## Geschichte
Das Castello di Casalgrande liegt auf den Hügeln und war einst das Zentrum des wirtschaftlichen und gesellschaftlichen Lebens des Dorfes.
Es wurde vermutlich im 13. Jahrhundert erbaut und verdankt seinen Ursprung der Familie Guidelli, den örtlichen Herren, die es erweiterten und während des gesamten 13. Jahrhunderts beherrschten. 1335 fiel es an die Familie Da Fogliani, deren Mitglieder es etwa ein Jahrhundert lang behielten.
1452 verlehnte Borso d’Este, der Herzog von Ferrara, an Feltrino Boiardo, den Herrn von Scandiano.
Am 15. November 1557 erlitt die Burg einen schlimmen Angriff von Seiten der Spanier unter der Führung von Ottavio Farnese aus Parma, der sich mit den D’Estes im Krieg befand. Nach einer harten Verteidigung wurde die Burg von den feindlichen Truppen geplündert und zerstört. Auch das Oratorium wurde zerstört.
1560 befahl Graf Ottavio I. Thiene, der Herr von Scandiano, den Wiederaufbau der Burg und der Siedlung. Das Oratorium wurde außerhalb der Mauern der Burg wiederhergestellt, wo es sich heute noch befindet.
Die Burg gehörte der Familie Thiene bis 1622, fiel dann bis 1643 an die Bentivoglios und gehörte dann den D’Estes bis 1725.
Heute ist die Gemeinde Casalgrande Eigentümerin des Osttors, des Pretorierturms und des Oratoriums San Sebastiano. Die verbleibenden Teile der Burg sind in Privatbesitz.

## Beschreibung
Bereits zu Zeiten der Familie Boiardo war die Burg mit einem Graben umgeben und hatte einen elliptischen Grundriss, der einen großen Platz umschloss, auf den man über eine Zugbrücke gelangte. Später wurde er durch einen hohen Wachturm geschützt, der die tiefer liegende Ebene dominierte.
Die Burg hatte später vier weitere, kleinere Türme, zwei auf der Seite der Burg und zwei auf beiden Seiten des Eingangsturms. Es gab auch eine Zugbrücke und zwei Eingänge, einen für die Fußgänger und einen für die Wagen. In der Mitte ist ein Wappen eingemauert, das korrodiert und fast nicht lesbar ist.
Was heute von der Burg erhalten ist, bildet ein Landgut aus dem 15. Jahrhundert in elliptischer Form, von dem ein Teil für Wohn- und militärische Zwecke genutzt wird und ein Teil für landwirtschaftliche. Die befestigte Residenz ist mit zwei quadratischen Türmen mit Maschikulis versehen, die mit einem Baukörper in der Mitte verbunden sind. Außerhalb, am alten Zugangsweg zur darunter liegenden Siedlung, findet sich das Oratorium San Sebastiano, das 1479 errichtet wurde.

## OratoriumSan Sebastiano
Das Oratorium der Burg wurde 1479 an der alten Zugangsstraße zur Burg errichtet. Heute ist es entweiht, aber es gab dort heilige Messen bis zur Mitte des 20. Jahrhunderts.

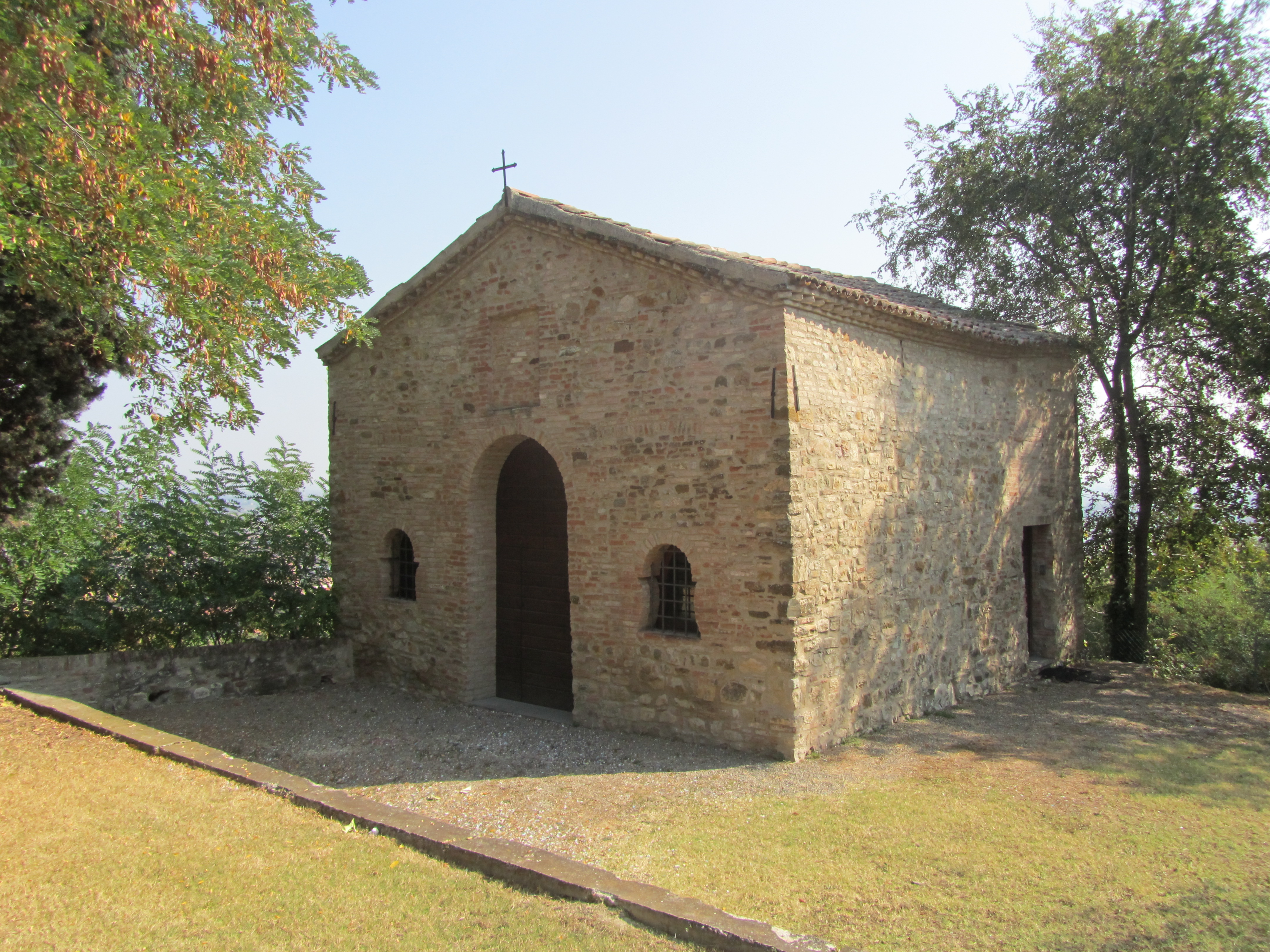
Das Oratorium San Sebastiano

Das Oratorium ist dem Heiligen Sebastian, dem zweiten Schutzheiligen von Casalgrande, geweiht, weil ihm das Verdienst zugeschrieben wird, die Bevölkerung vor der Ansteckung mit der Pest gerettet zu haben.
Es wurde von der Gemeindeverwaltung vollständig restauriert und dient als Versammlungsort für Initiativen kulturellen Charakters und zur Feier von Hochzeiten.